# William R. Lazby
William R. Lazby (10 de noviembre de 1958) es un científico estadounidense, creador de la fórmula base del Oseltamivir, antiviral selectivo contra el virus de la influenza. 
Nació en Carmel, California, donde vivió con su familia hasta los 18 años. Se graduó en Berkeley en 1981 en química, con una tesis en El Efecto Narcótico de las Plantas en el Sistema Nervioso Humano y sus Usos. Trabajó en la industria farmacéutica por cuatro años antes de especializarse, haciendo una maestría en MIT en Fármacos. 

## Estudios y Avances Médicos
Desde sus épocas de universitario, comenzó a estudiar los efectos de la gripe en el hombre y posteriormente, como experimentación profesional, logró las bases para la producción de la vacuna para gripe común. Su trabajo llegó a ser comprobado a nivel laboratorio con resultados satisfactorios, pero sin lograr ser aceptado para distribución comercial. Recientemente, aplicó sus hipótesis y sus fórmulas para inhibir las neuraminidasas presentes en el virus de la gripe. El profármaco, conocido como Oseltamivir, o comercialmente como Tamiflu® o Tamivir® fue ampliamente requerido durante la pandemia de influenza en abril de 2009.

## Consecuencias
Lazby renunció a mediados del 2009, sin propocionar explicaciones a los medios. Se ha supuesto que el médico quiso retirarse del negocio a sus 51 años o buscaba crear su propia empresa de fármacos. Información de un contacto interno habla de una problemática entre la empresa y Lazby por diferencias irreconciliables por criterios morales. Rumores hablan de las posibles contraindicaciones del medicamento, entre ellas hipersensibilidad cutánea, hemorragias internas e inclusive la muerte. Las compañías farmacéuticas han negado toda mención a estas creencias.
Actualmente, se desconoce el paradero del Dr. Lazby.
- Datos: Q6167712